# Laophonte danversae
Laophonte danversae är en kräftdjursart som beskrevs av Hamond 1969. Laophonte danversae ingår i släktet Laophonte och familjen Laophontidae. Inga underarter finns listade i Catalogue of Life.